# Tapiro
Tapiro is een inmiddels verouderde naamsaanduiding voor een Papoeavolk uit het westelijke Centrale Bergland van het voormalige Nederlands-Nieuw-Guinea, nu de Indonesische provincie Papoea.
Met de Tapiro werd in 1910 voor het eerst contact gemaakt door leden van een expeditie van de British Ornithologist's Union naar Nederlands-Nieuw-Guinea  (1909-1911),  die het onbekende binnenland van westelijk Nieuw-Guinea exploreerden op zoek naar onbekende vogels. De gidsen en dragers van deze expeditie, Kamoro van de zuidelijke Mimikakust, kwamen op een dag naar het expeditiekamp terug met twee naakte mannen, die zo klein waren dat ze in de expeditierapporten werden omschreven als de vertegenwoordigers van een dwergvolk.
Pas acht maanden later werd een nederzetting van deze mensen ontdekt waar men veertig mannelijke bewoners aantrof, die konden worden gefotografeerd en gefilmd en waarmee ruilhandel werd bedreven: inheemse artefacten voor tabak, kralen en lapjes textiel. Gedurende de drie dagen dat de Britse expeditie in de buurt van het Tapirodorp zijn bivak had opgeslagen, lieten de vrouwen en kinderen zich niet zien.
De ontdekking van dit dwergvolk in Nieuw-Guinea was opzienbarend wereldnieuws en haalde de voorpagina's van de Westerse kranten. Voor antropologen was deze ontdekking het bewijs van het bestaan en de verspreiding van een oud "pygmeeënras", dat zowel voorkwam in Centraal-Afrika, Zuidoost-Azië en Nieuw-Guinea. Lange tijd figureerden de Tapiro dan ook als de prototypen van de "Nieuw-Guinea pygmee"; hun foto's werden vele malen gereproduceerd in wetenschappelijke verhandelingen en boeken en tijdschriften, bedoeld voor een breed publiek. In 1935-1936 zou H.J.T. Bijlmer nog een speciale expeditie naar de Tapiro ondernemen - de zogenaamde Mimika-expeditie - om hun cultuur en raciale kenmerken te bestuderen.
De Tapiro zijn uit de antropologische literatuur over Nieuw-Guinea verdwenen. "Tapiro" was de naam die door de Kamoro-gidsen aan het nieuw ontdekte volk werd gegeven en die door de leden van de expeditie werd overgenomen. Hun identiteit staat tegenwoordig zelfs niet meer vast. Het zijn waarschijnlijk  vooruitgeschoven vertegenwoordigers geweest van de Ekagi (verouderd: Kapauko), een volk dat rond de Wisselmeren woont.